# Classens Ágoston
Classens Ágoston (a Sto Spiritu) (Galgóc, 1712. január 29. – Privigye, 1749. október 29.) piarista rendi tanár.

## Élete
1730. november 5-én Privigyén a piarista rendbe lépett, tanította a grammatikát, később a retorikát és poétikát nyolc évig; azután Privigyén a szerzet növendékeit hittanra oktatta.
Horányi kiemeli a latin verselésben való ügyességét. Beszélt magyarul, németül és szlovákul.
Nevét Klassencznek is írják.

## Munkái
- Eucharisticon nomini Michaelis Caroli ab Althan, Vaciensium praesulis sacrum. Budae, 1745
- hátrahagyott két kézirati munkáját (eklogák és elégiák) sajtó alá rendezve a privigyei rendház őrzi